# 上唇動脈
上唇動脈（じょうしんどうみゃく）は、頭頸部の動脈の一つ。顔面動脈の枝で、下唇動脈よりも大きく、曲がりくねっている動脈である。上唇の縁にそって、粘膜と口輪筋の間を進み、反対側の上唇動脈と吻合する。
上唇に栄養を供給する他、鼻へ向かう二本ないし三本の枝を出す。中隔枝は鼻中隔で枝状に別れ、鼻の先端まで向かう。翼枝は鼻翼に栄養を供給する。

## 追加画像

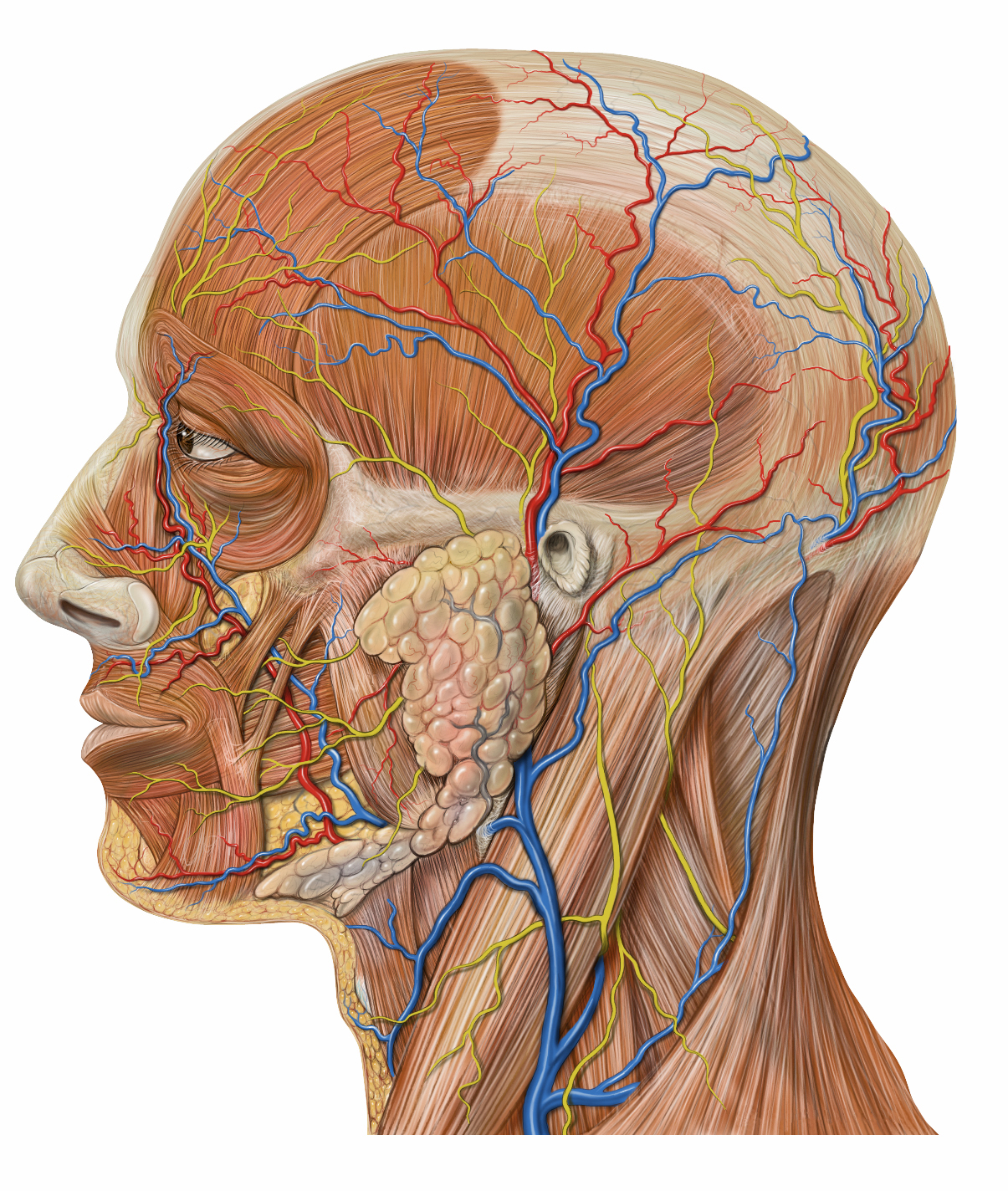
Lateral head anatomy detail
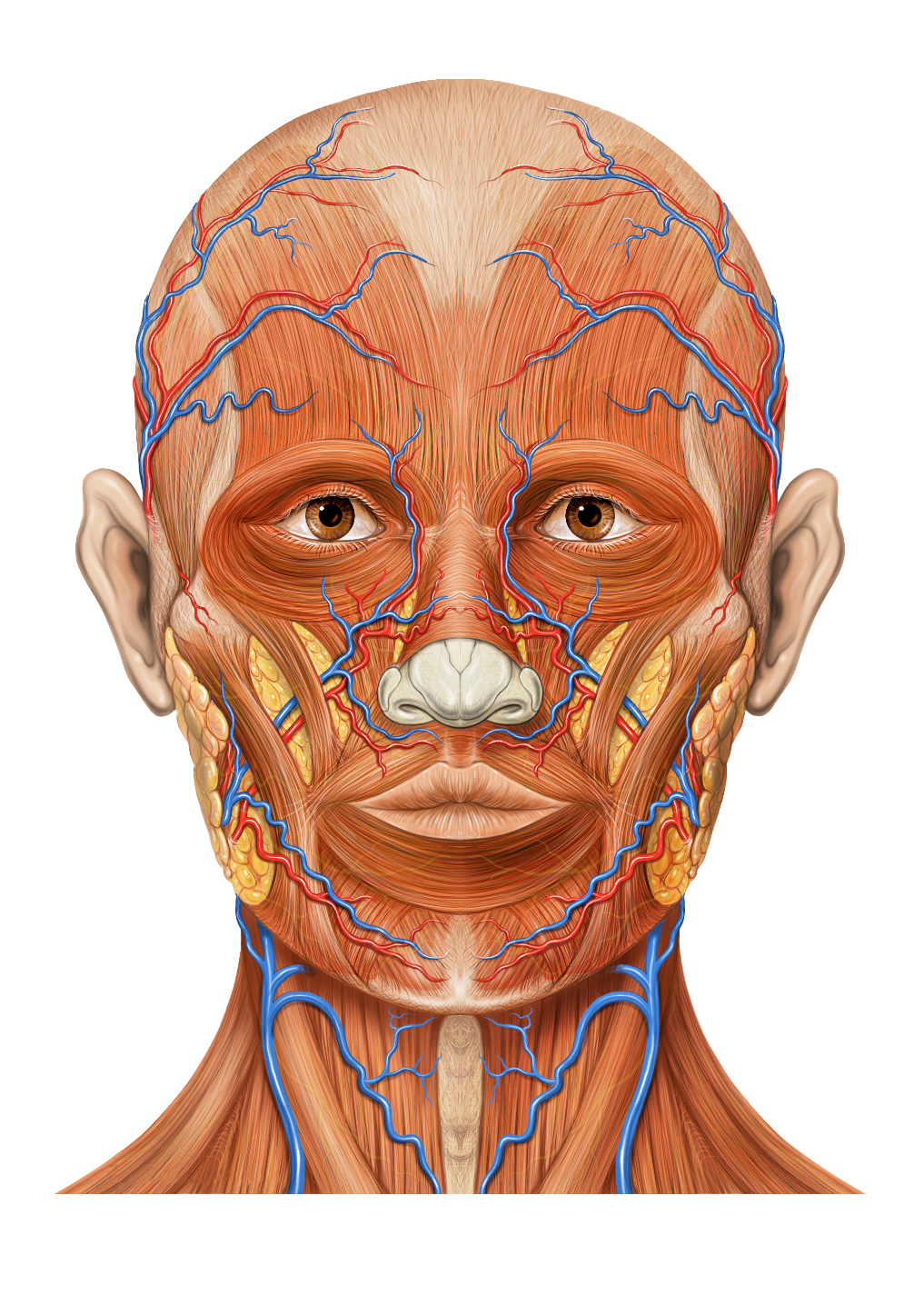
Head anatomy anterior view